# 金色鋸齧脂鯉
金色鋸齧脂鯉，為輻鰭魚綱脂鯉目脂鯉亞目锯脂鲤科的其中一個種。分布於南美洲亞馬遜河下游流域，體長可達17.6公分，棲息在底中層水域，生活習性不明。